# Justice (musikgrupp)
Justice är en fransk duo i genren electrohouse bestående av Gaspard Augé (född 21 maj 1979) och Xavier de Rosnay (född 2 juli 1982). De är den mest framgångsrika gruppen på Ed Banger Records, och har skivbolagets chef som manager, Pedro Winter. Deras största varumärke är ett stort upplyst kors som skiner genom hela showen. 

## Historia
Justice hade sina första framgångar 2003 på franska radiostationer med en remixav Simians "Never be Alone". De uppmärksammades av Ed Banger Records som skrev kontrakt med duon och släppte remixen officiellt. Gruppen arbetade sedan för olika franska band och utländska artister som Britney Spears, N.E.R.D, Fatboy Slim och Daft Punk. 2006 släppte gruppen sin första singeln under eget namn. Låten D.A.N.C.E. blev en stor framgång. 
Deras debutalbum † var Mixmags "månadens album" under juni 2007, nummer 15 på Pitchfork Medias Top 50-album under 2007, och nummer 18 på Blender Magazines "25 bästa album under 2007". Gruppen är kända för att inkorporera en stark influens av rockmusik i sin musik och image.
2008 uppträdde duon på en svensk festival, Emmabodafestivalen.
Efter en tids tystnad var duon tillbaka i slutet av mars 2011 med singeln Civilization. Justice släppte sitt andra album Audio, Video, Disco den 24 oktober 2011.
Den 14 juni 2012 spelade duon på Hultsfredsfestivalen i Sverige.

## Diskografi

### Album
- †, 2007
- A Cross the Universe, 2008
- Audio, Video, Disco, 2011
- Woman, 2016